# Olimpíada Internacional de Geografia
A Olimpíada Internacional de Geografia (International Geography Olympiad ou simplesmente IGeO) é uma olimpíada de geografia que ocorre a cada dois anos em local itinerante e é destinada a alunos de 16 a 19 anos.
A primeira edição deste evento ocorreu em 1996, na Holanda, partindo de uma iniciativa da União Internacional de Geografia (International Geographical Union - IGU). A edição mais recente foi realizada em Belgrado, Sérvia, contando com a participação de 24 países. O Brasil participa dessa olimpiada desde 2016

## Provas
Durante o torneio, os alunos participantes realizam três diferentes provas. Duas provas convencionais, uma escrita e outra multimídia e um trabalho de campo, realizado em um local selecionado da cidade do evento, que visa avaliar o aluno em sua leitura de mapas e conhecimento da geografia local.

## Premiação
Após a correção das provas e a revisão das notas, é elaborado um ranking baseado na nota total obtida por cada estudante, considerando peso de 40% para a prova escrita, 40% para o trabalho de campo e 20% para o teste multimídia.
Com isso, são conferidas medalhas de ouro aos alunos que estiverem entre os 10% melhores, medalhas de prata aos que estiverem entre os 20% seguintes e de bronze aos 30% subsequentes, analogamente ao critério de premiação da Olimpíada Internacional Júnior de Ciências (IJSO).

## Seleção para a IGeO
O método de seleção para a IGeO, para que seja considerado válido pelo torneio internacional, deve ser obtido através de uma olimpíada de âmbito nacional sobre geografia.

## Sedes da IGeO
O evento já foi sediado nas seguintes cidades:
| №  | Cidade   | País          | Ano  |
| -- | -------- | ------------- | ---- |
| 4  | Haia     | Holanda       | 1996 |
| 6  | Lisboa   | Portugal      | 1998 |
| 8  | Seul     | Coreia do Sul | 2000 |
| 10 | Durban   | África do Sul | 2002 |
| 12 | Gdańsk   | Polônia       | 2004 |
| 14 | Brisbane | Austrália     | 2006 |
| 16 | Cartago  | Tunísia       | 2008 |
| 14 | Taipé    | Taiwan        | 2010 |
| 14 | Colônia  | Alemanha      | 2012 |
| 14 | Quioto   | Japão         | 2013 |
| 14 | Cracóvia | Polônia       | 2014 |
| 14 | Tver     | Rússia        | 2015 |
| 14 | Pequim   | China         | 2016 |
| 14 | Belgrado | Sérvia        | 2017 |